# Ецері
Ецері (груз. ეწერი) — село в Грузії.
За даними перепису населення 2014 року в селі проживає 629 осіб.